# Xạ tử biển
Xạ tử biển hay còn gọi cỏ xạ tử (danh pháp khoa học Sporobolus virginicus) là một loài thực vật có hoa trong họ Hòa thảo. Loài này được (L.) Kunth mô tả khoa học đầu tiên năm 1829.

## Hình ảnh

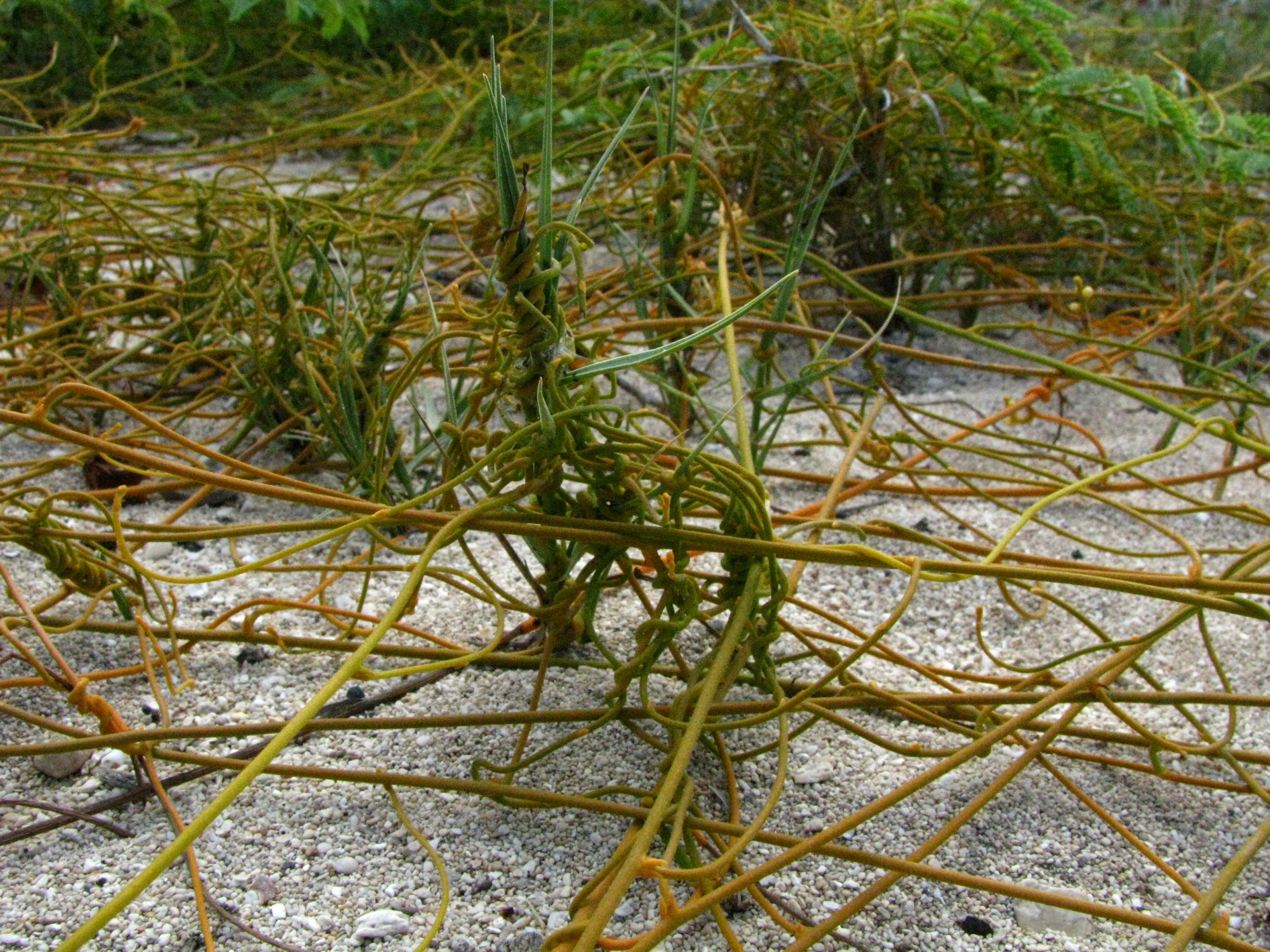
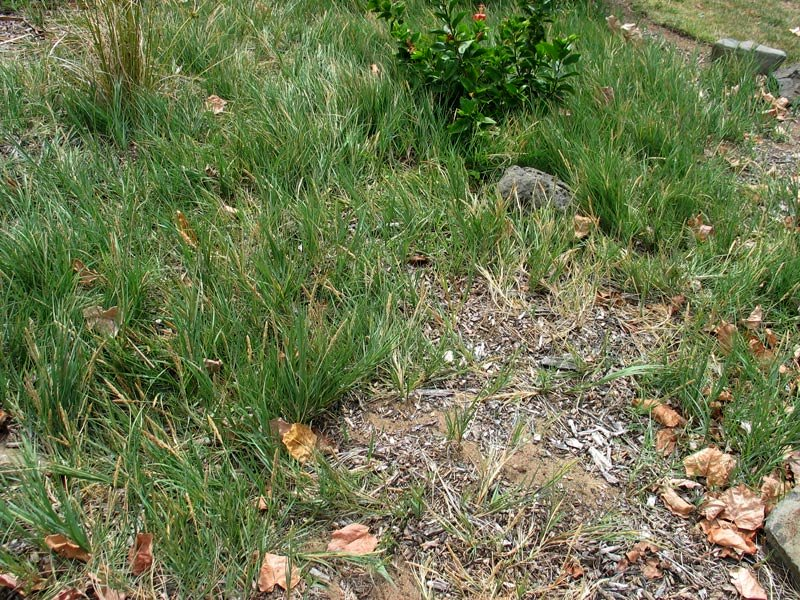
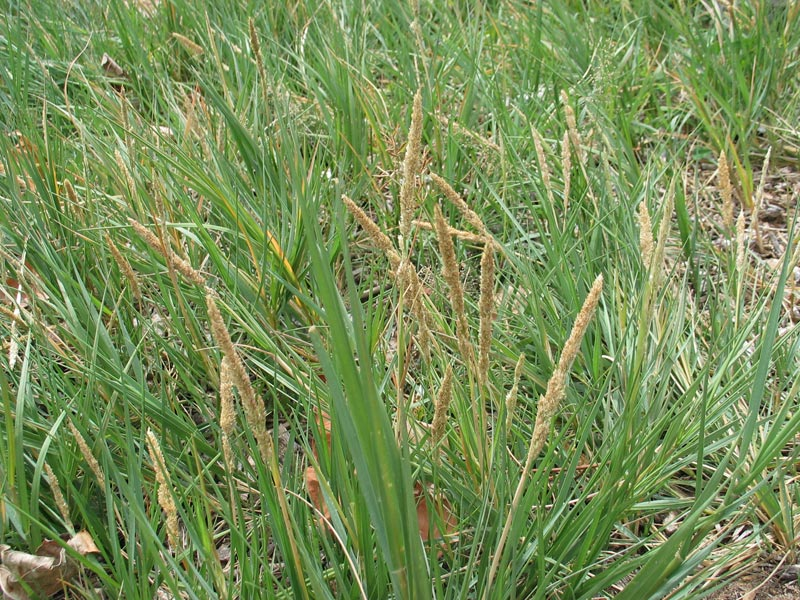
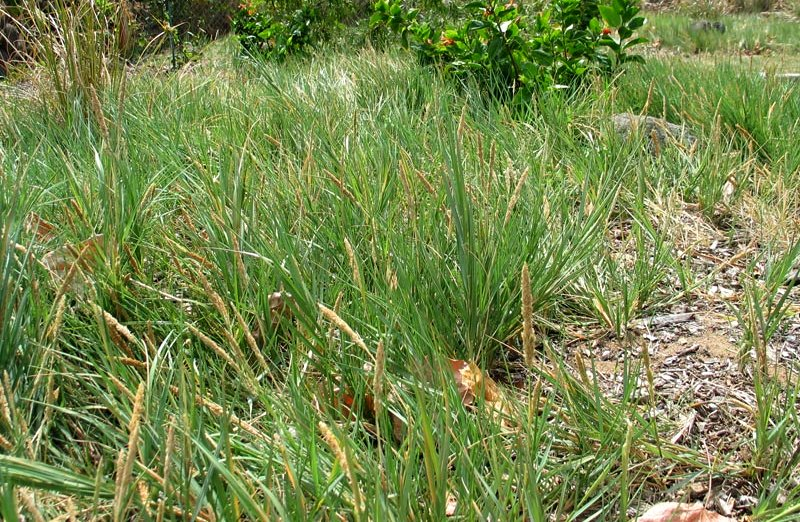
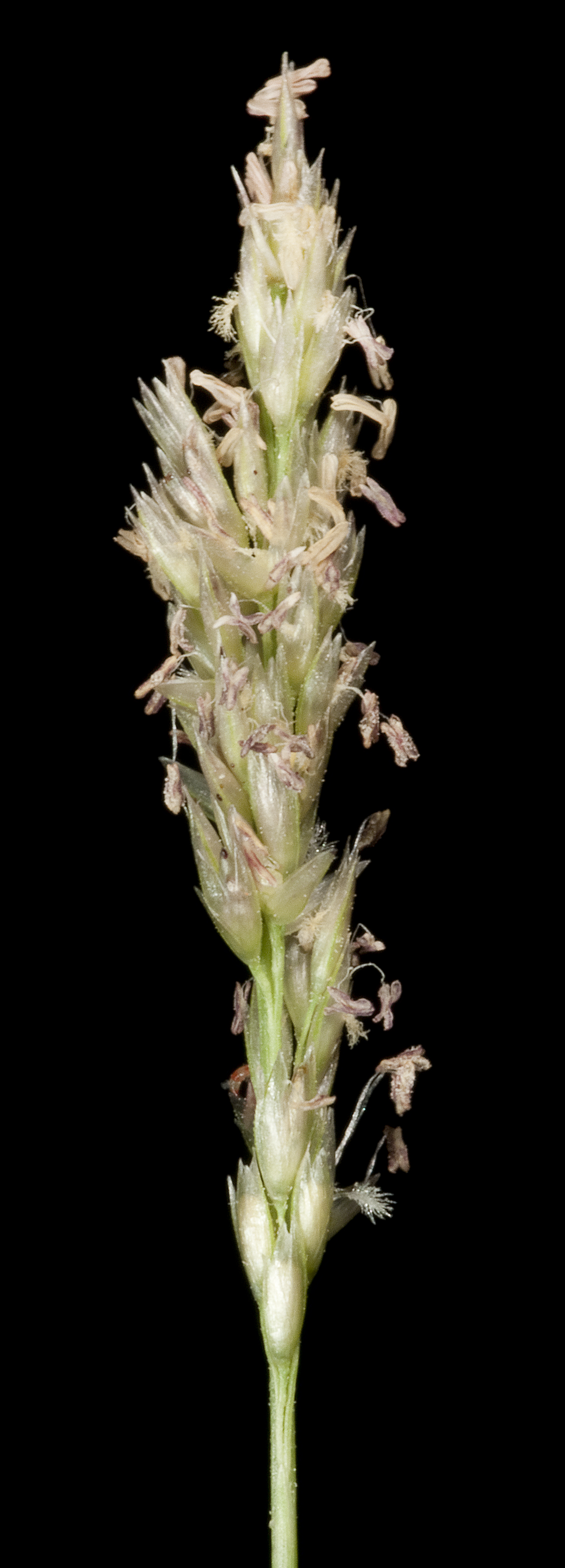